# Zephyranthes chlorosolen
Zephyanthes chlorosolen es una especie de planta bulbosa geófita perteneciente a la familia de las amarilidáceas. Es originaria de Norteamérica.

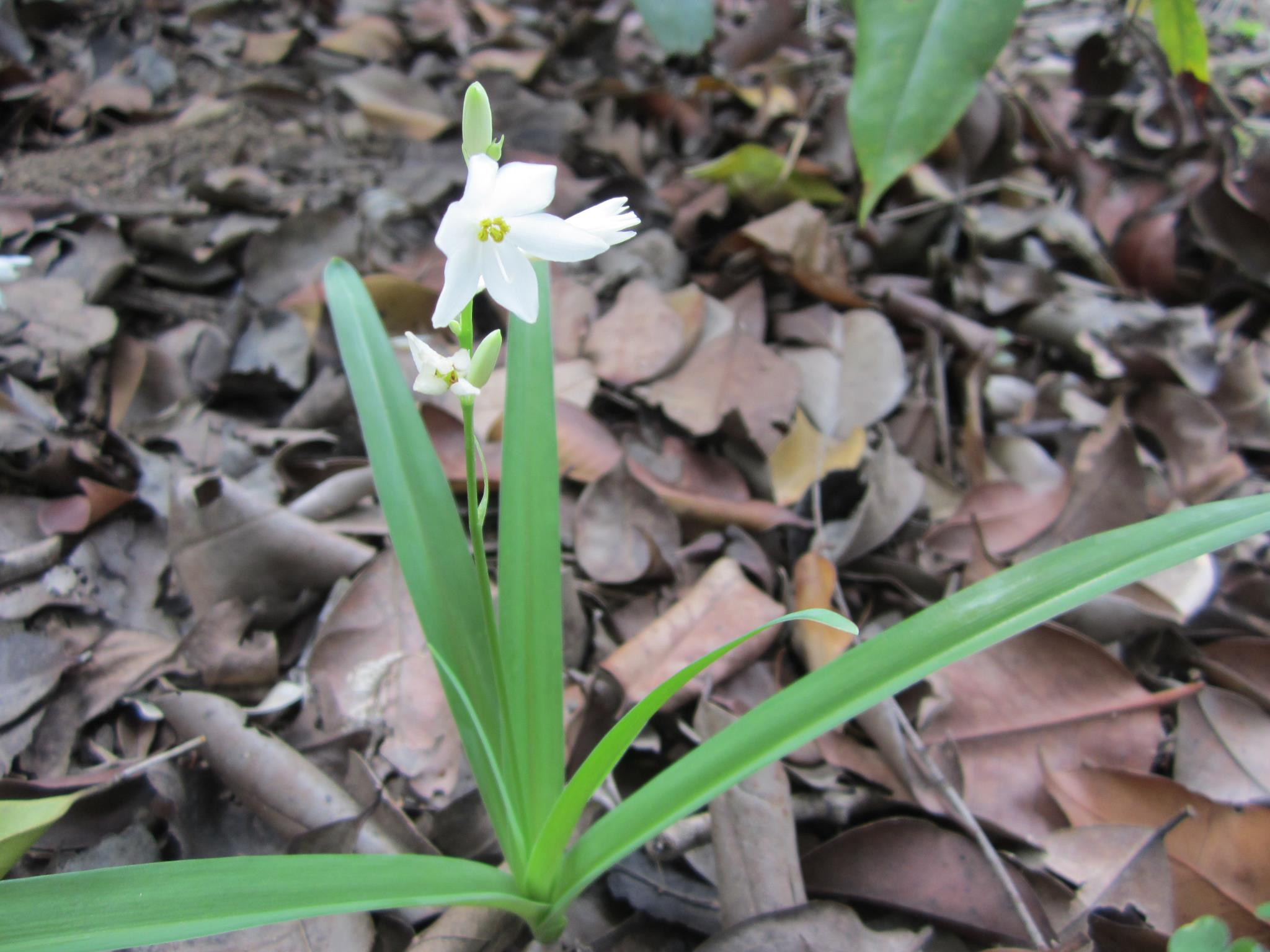
Vista de la planta

## Descripción
Es una planta bulbosa con  hojas de color verde sin filo de 5 mm de ancho. Espata de hasta 5.7 cm. Las flores erectas; con perianto blanco, a veces teñidas de rosa o veteadas, el tubo del perianto principalmente blanco, o verde pálido. El número cromosomático es de 2n = 48, 60, 68, 72.

## Distribución y hábitat
Tiene una floración tardía en primavera a principios del otoño (mayo-octubre). Su hábitat es una amplia gama de suelos y condiciones, por lo general no muy húmedos, a una altitud de 0 - 2400 metros, en Alabama, Arkansas, Kansas, Luisiana, Misisipi, Oklahoma, Texas, y México.

## Taxonomía
Zephyranthes chlorosolen fue descrita por (Herb.) D.Dietr. y publicado en Synopsis Plantarum 2: 1176, en el año 1840.
Etimología
Zephyranthes: nombre genérico que proviene de (Zephyrus, Dios del viento del oeste en la mitología griega y Anthos, flor) puede traducirse como "flor del viento del oeste", siendo el "viento del oeste" el que trae la lluvia que desencadena la floración de estas especies.
chlorosolen: epíteto
Sinonimia
- Cooperia chlorosolen Herb., Edwards's Bot. Reg. 22: t. 1835. 1836. basónimo
- Zephyranthes brazosensis var. chlorosolen (Herb.) Traub, Pl. Life 8: 84. 1952, nom. illeg.
- Amaryllis drummondii (Herb.) Steud., Nomencl. Bot., ed. 2, 1: 71. 1840.
- Cooperia brasiliensis Traub, Herbertia 12: 38. 1947.
- Cooperia drummondii Herb., Edwards's Bot. Reg. 22: t. 1835. 1836.
- Cooperia kansensis W.C.Stevens, Trans. Kansas Acad. Sci. 40: 95. 1937 publ. 1938.
- Cooperia mexicana Herb., Amaryllidaceae: 182. 1837.
- Zephyranthes brasiliensis (Traub) Traub, Pl. Life 7: 42. 1951.
- Zephyranthes brazosensis Traub, Pl. Life 7: 42. 1951), nom. illeg.
- Zephyranthes herbertiana D.Dietr., Syn. Pl. 2: 1176. 1840.
- Zephyranthes kansensis (W.C.Stevens) Traub, Pl. Life 7: 42. 1951.[4]